# Саратовская ТЭЦ-5
Саратовская ТЭЦ-5 — предприятие энергетики Саратова, входящее в ПАО «Т Плюс».

## История
Решение о строительстве в Саратове ТЭЦ было принято в 1971 году. Проектированием будущей ТЭЦ занималось Минское отделение института «ВНИПИЭНЕРГОПРОМ». Практически сразу после этого началось строительство объекта. Однако, первые годы строительство шло крайне низкими темпами. 
В 1974 году было принято решение, подкреплённое приказом министра энергетики, ускорить строительство станции. После этого темпы строительства были значительно ускорены. 
Результатом явилось введение в эксплуатацию в декабре 1976 года водогрейного котла ПТВМ-180 и завершение строительства тепловых сетей до 6-го квартала Саратова. 
Первый энергоблок был запущен на станции в 1978 году, второй — в 1979 году. Станция была одной из первых в СССР с блочной компоновкой оборудования.
После выведения ТЭЦ на проектную мощность в городе было ликвидировано более 100 котельных, что положительно сказалось на экологии  Саратова.
В 2008 году введена в эксплуатацию новая тепломагистраль, которая предназначена для снабжения теплом  новых микрорайонов: 6, 1А, «Авангард». Стоимость проекта составила более 600 млн рублей.

## ТЭЦ-5 сегодня
Сегодня Саратовская ТЭЦ-5 снабжает теплом 981 объект в Ленинском, Кировском, Октябрьском и Фрунзенском районах г. Саратова

## Собственники и руководство
Саратовская ТЭЦ-5 входит в состав ПАО «Т Плюс».
Директор — главный инженер Кураев Александр Анатольевич

## Перечень основного оборудования
| Агрегат                              | Тип           | Изготовитель                                     | Количество | Ввод в эксплуатацию     | Основные характеристики | Основные характеристики | Источники   |
| Агрегат                              | Тип           | Изготовитель                                     | Количество | Ввод в эксплуатацию     | Параметр                | Значение                | Источники   |
| ------------------------------------ | ------------- | ------------------------------------------------ | ---------- | ----------------------- | ----------------------- | ----------------------- | ----------- |
| Оборудование паротурбинных установок |               |                                                  |            |                         |                         |                         |             |
| Паровой котёл                        | ТГМ-96Б       | Таганрогский котельный завод «Красный котельщик» | 1          | 1978 г.                 | Топливо                 | газ                     | [ 4 ] [ 5 ] |
| Паровой котёл                        | ТГМ-96Б       | Таганрогский котельный завод «Красный котельщик» | 1          | 1978 г.                 | Производительность      | 480 т/ч                 | [ 4 ] [ 5 ] |
| Паровой котёл                        | ТГМ-96Б       | Таганрогский котельный завод «Красный котельщик» | 1          | 1978 г.                 | Параметры пара          | 140 кгс/см2, 560 °С     | [ 4 ] [ 5 ] |
| Паровой котёл                        | ТГМЕ-464      | Таганрогский котельный завод «Красный котельщик» | 3          | 1979 г. 1982 г. 1988 г. | Топливо                 | газ                     | [ 4 ] [ 5 ] |
| Паровой котёл                        | ТГМЕ-464      | Таганрогский котельный завод «Красный котельщик» | 3          | 1979 г. 1982 г. 1988 г. | Производительность      | 500 т/ч                 | [ 4 ] [ 5 ] |
| Паровой котёл                        | ТГМЕ-464      | Таганрогский котельный завод «Красный котельщик» | 3          | 1979 г. 1982 г. 1988 г. | Параметры пара          | 140 кгс/см2, 560 °С     | [ 4 ] [ 5 ] |
| Паровая турбина                      | Т-110/120-130 | Уральский турбинный завод                        | 3          | 1978 г. 1979 г. 1982 г. | Установленная мощность  | 111 МВт                 | [ 4 ] [ 5 ] |
| Паровая турбина                      | Т-110/120-130 | Уральский турбинный завод                        | 3          | 1978 г. 1979 г. 1982 г. | Тепловая нагрузка       | 175 Гкал/ч              | [ 4 ] [ 5 ] |
| Паровая турбина                      | Т-115/120-130 | Уральский турбинный завод                        | 1          | 1988 г.                 | Установленная мощность  | 115 МВт                 | [ 4 ] [ 5 ] |
| Паровая турбина                      | Т-115/120-130 | Уральский турбинный завод                        | 1          | 1988 г.                 | Тепловая нагрузка       | 174 Гкал/ч              | [ 4 ] [ 5 ] |
| Водогрейное оборудование             |               |                                                  |            |                         |                         |                         |             |
| Водогрейный котёл                    | ПТВМ-180      | Барнаульский котельный завод                     | 2          | 1976 г. 1986 г.         | Топливо                 | газ                     | [ 4 ] [ 5 ] |
| Водогрейный котёл                    | ПТВМ-180      | Барнаульский котельный завод                     | 2          | 1976 г. 1986 г.         | Производительность      | 180 Гкал/ч              | [ 4 ] [ 5 ] |